# Hîlciîți, Zolociv
Hîlciîți (în ucraineană Хильчиці) este un sat în comuna Iasenivți din raionul Zolociv, regiunea Liov, Ucraina.

## Demografie
Componența lingvistică a localității Hîlciîți
     Ucraineană (97,97%)
     Rusă (2,03%)
Conform recensământului din 2001, majoritatea populației localității Hîlciîți era vorbitoare de ucraineană (97,97%), existând în minoritate și vorbitori de rusă (2,03%).